# Paecilaema campoeliasensis
Paecilaema campoeliasensis is een hooiwagen uit de familie Cosmetidae.